# Profilhyvel

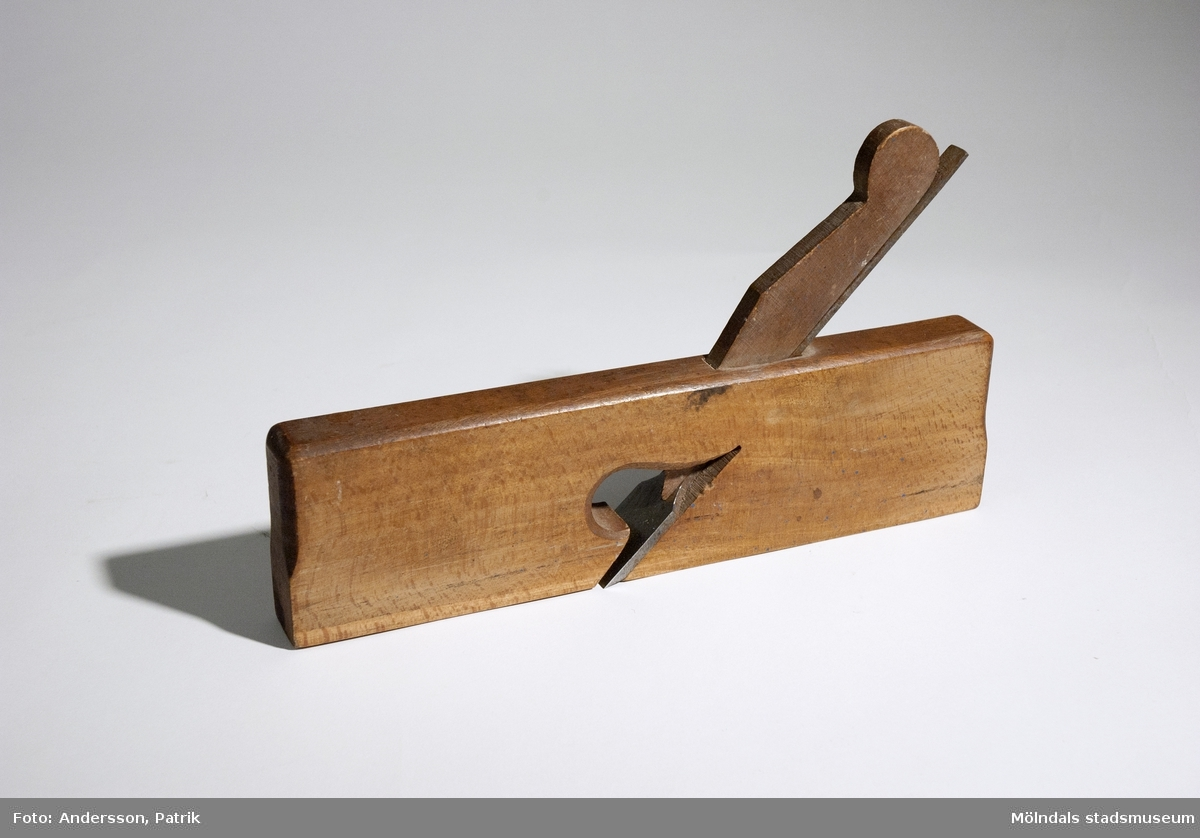
Profilhyvel i björk.

Profilhyvel är ett verktyg eller en maskin för tillverkning av profiler  av vanligtvis trä eller plast. Maskinen kan ha en eller flera roterande kuttrar med knivar och har normalt automatisk frammatning av ämnet.